# Калинино (Терешковичский сельсовет)
Калинино (бел. Калі́ніна) — посёлок в Терешковичском сельсовете Гомельского района Гомельской области Республики Беларусь.

## География

### Расположение
В 6 км от железнодорожной станции Уть (на линии Гомель — Чернигов), 11 км на юг от Гомеля.

### Гидрография
На реке Уть (приток реки Сож).

## Транспортная сеть
Автодорога Старые Ярыловичи — Гомель. Планировка состоит из длинной прямолинейной улицы с широтной ориентацией. На севере параллельно ей проходит короткая прямолинейная улица. Застройка двусторонняя, преимущественно деревянная, усадебного типа.

## История
Обнаруженное археологами поселение эпохи неолита и бронзового века (в 0,3 км на юго-восток от посёлка в урочище Чурилово) свидетельствует о заселении этих мест с давних времён.
Современный посёлок основан в начале XX века переселенцами из соседних деревень. Наиболее активная застройка относится к 1920-м годам. В 1926 году в Климовском сельсовете Носовичского района Гомельского округа.
В 1931 году жители вступили в колхоз.
Во время Великой Отечественной войны в сентябре 1943 года немецкие оккупанты полностью сожгли посёлок и убили 1 жителя. В боях за деревню в ноябре 1943 года погибли 373 солдата, в том числе Герой Советского Союза М. М. Куюков (похоронены в братской могиле на юго-западной окраине). 61 житель погиб на фронте.
В 1959 году в составе совхоза «Новобелицкий» (центр — деревня Терешковичи).
Размещаются фельдшерско-акушерский пункт, областное госплемпредприятие, клуб.

## Население

### Численность
- 2004 год — 108 хозяйств, 316 жителей.

### Динамика
- 1926 год — 46 дворов, 224 жителя.
- 1940 год — 95 дворов 270 жителей.
- 1959 год — 280 жителей (согласно переписи).
- 1999 год — 311 жителей (перепись населения).
- 2004 год — 108 хозяйств, 316 жителей.